# Sąd Apelacyjny w Rzeszowie
Sąd Apelacyjny w Rzeszowie – organ wymiaru sprawiedliwości powołany do rozstrzygania spraw w II instancji mieszczący się w Rzeszowie przy alei Piłsudskiego 28.

## Status prawny
Sąd apelacyjny jest państwową jednostką organizacyjną nieposiadającą osobowości prawnej. Wszystko zaczęło się od uchwalonej przez Sejm w 1990 roku Ustawy z dnia 13 lipca o powołaniu sądów apelacyjnych oraz o zmianie ustawy – Prawo o ustroju sądów powszechnych, Kodeks postępowania cywilnego, Kodeks postępowania karnego, o Sądzie Najwyższym, o Naczelnym Sądzie Administracyjnym i o Krajowej Radzie Sądownictwa (Dz.U. z 1990 r. nr 53, poz. 306), której art. 1 ust. 1 brzmi: „Powołuje się sądy apelacyjne jako sądy powszechne”. 
Wojewoda rzeszowski doskonale rozumiał jakie znaczenie dla miasta i regionu ma lokalizacja takiej placówki w mieście, stąd też przekazał na potrzeby sądu jeden z dwóch najbardziej reprezentacyjnych budynków urzędowych miasta – byłej siedziby KW PZPR w Rzeszowie. Budynek był co prawda w nie najlepszym stanie technicznym ale jego lokalizacja oraz wielkość dobrze odpowiadały potrzebom przyszłego sądu. Zasady finansowania i rozliczania odbywają się według zasad określonych dla jednostek budżetowych oraz szczegółowych zasad prowadzenia gospodarki finansowej i działalności inwestycyjnej sądów powszechnych zawartych w rozporządzeniu ministra sprawiedliwości.
Obszar właściwości:
- Sąd Okręgowy w Rzeszowie
- Sąd Okręgowy w Przemyślu
- Sąd Okręgowy w Krośnie
- Sąd Okręgowy w Tarnobrzegu

## Struktury organizacyjne
Sądy apelacyjne funkcjonują w strukturach sądów powszechnych, które rozstrzygają w drugiej instancji środki odwoławcze od orzeczeń okręgowych sądów, które wydawane są w pierwszej instancji. 
Dotyczy to spraw z zakresu: 
- prawa cywilnego – również gospodarczego, rodzinnego i opiekuńczego przez Wydział I Cywilny,
- prawa karnego – przez Wydział II Karny,
- prawa pracy i ubezpieczeń społecznych – przez Wydział III Pracy i Ubezpieczeń Społecznych,
- sprawowanie nadzoru nad działaniem administracyjnym powszechnych sądów, działalnością notariuszy i organów notarialnego samorządu, działalnością komorników.

W Sądzie Apelacyjnym w Rzeszowie utworzono następujący wydziały:
- Wydział I Cywilny.
- Wydział II Karny.
- Wydział III Pracy i Ubezpieczeń Społecznych.
- Wydział IV Wizytacji.

## Historia Sądu
W latach zaboru austriackiego obszar obecnego województwa podkarpackiego podzielony był między dwa okręgi apelacyjne: w Krakowie i we Lwowie. Władze II Rzeczypospolitej podział ten utrzymały. Do obszaru apelacji krakowskiej należały wówczas okręgi sądów w Rzeszowie i Jaśle, zaś do obszaru apelacji Lwowskiej okręgi sądów w Przemyślu i Sanoku. 
13 listopada 1944 roku, ówczesny kierownik resortu sprawiedliwości w PKWN, ustanowił Rzeszów jako tymczasową siedzibę Sądu Apelacyjnego w Krakowie. Decyzja taka była rozwiązaniem tymczasowym, ale już od momentu jej podjęcia widoczna stała się rywalizacja między Rzeszowem i Krakowem o ostateczne umiejscowienie siedziby sądu apelacyjnego. Konsekwencją tej rywalizacji było oficjalne posługiwanie się dwoma nazwami na określenie powstałego sądu apelacyjnego. W ówczesnych dokumentach sąd ten określany jest raz jako Sąd Apelacyjny w Rzeszowie, innym razem zaś jako Sąd Apelacyjny w Krakowie z tymczasową siedzibą w Rzeszowie. 
3 marca 1945 roku, spór został zakończony decyzją ministra sprawiedliwości Rządu Tymczasowego znoszącą tymczasową siedzibę w Rzeszowie i powołującą Sąd Apelacyjny w Krakowie. Stan taki utrzymał się jedynie do 29 marca 1945 roku. Ten sam minister zadecydował wówczas o wyłączeniu okręgów sądowych Jasła (z siedzibą w Krośnie), Przemyśla i Rzeszowa z obszaru apelacji krakowskiej i dla tych okręgów, 1 maja 1945 roku, utworzył Sąd Apelacyjny w Rzeszowie. Władze Krakowa konsekwentnie dążyły do likwidacji bądź chociażby tylko zmniejszenia rangi nowo powstałego województwa rzeszowskiego. Działania te 1 stycznia 1946 roku zaowocowały likwidacją Sądu Apelacyjnego w Rzeszowie i przejęciem jego dotychczasowego obszaru właściwości przez Sąd Apelacyjny w Krakowie. 
1 lipca 1949 roku, na mocy rozporządzenia ministra sprawiedliwości z 15 czerwca 1949 roku, powstało osiem sądów apelacyjnych, w tym ponownie Sąd Apelacyjny w Rzeszowie. Sąd ten obejmował swoją jurysdykcją obszar Sądu Okręgowego w Jaśle (z tymczasową siedzibą w Krośnie), Przemyślu i Rzeszowie. Ten ostatni okręg został jednocześnie powiększony o obszar sądów grodzkich w Dębicy, Mielcu i Ropczycach, należących poprzednio do obszaru właściwości Sądu Okręgowego w Tarnowie. Już jednak w dniu 1 stycznia 1951 w oparciu o ustawę Sejmu z 20 lipca 1950 roku, zmieniona została struktura organizacyjna sądownictwa i sądy apelacyjne w Polsce zostały zlikwidowane. Sad Apelacyjny w Rzeszowie został przemianowany na Sąd Wojewódzki w Rzeszowie.
13 sierpnia 1990 roku minister Aleksander Bentkowski podpisał rozporządzenie, mocą którego powołano 7 sądów apelacyjnych: w Warszawie, Białymstoku, Gdańsku, Lublinie, Łodzi, Poznaniu i Rzeszowie. W celu przygotowania odpowiedniej siedziby nowego sądu oraz jego organizacji minister sprawiedliwości powołał pełnomocnika w osobie sędziego Cezarego Petruszewicza. Równolegle do prac adaptacyjnych w przyszłej siedzibie Sądu trwało zgłaszanie kandydatów spośród podkarpackiego środowiska prawniczego, na stanowiska sędziów sądu apelacyjnego. Krajowa Rada Sądownictwa przedstawiła Prezydentowi RP 15 osób wytypowanych przez ministra sprawiedliwości i Zgromadzenia Ogólne sądów wojewódzkich, z wnioskiem o powołanie ich na stanowiska sędziów Sądu Apelacyjnego w Rzeszowie.